# Joseph McLaughlin

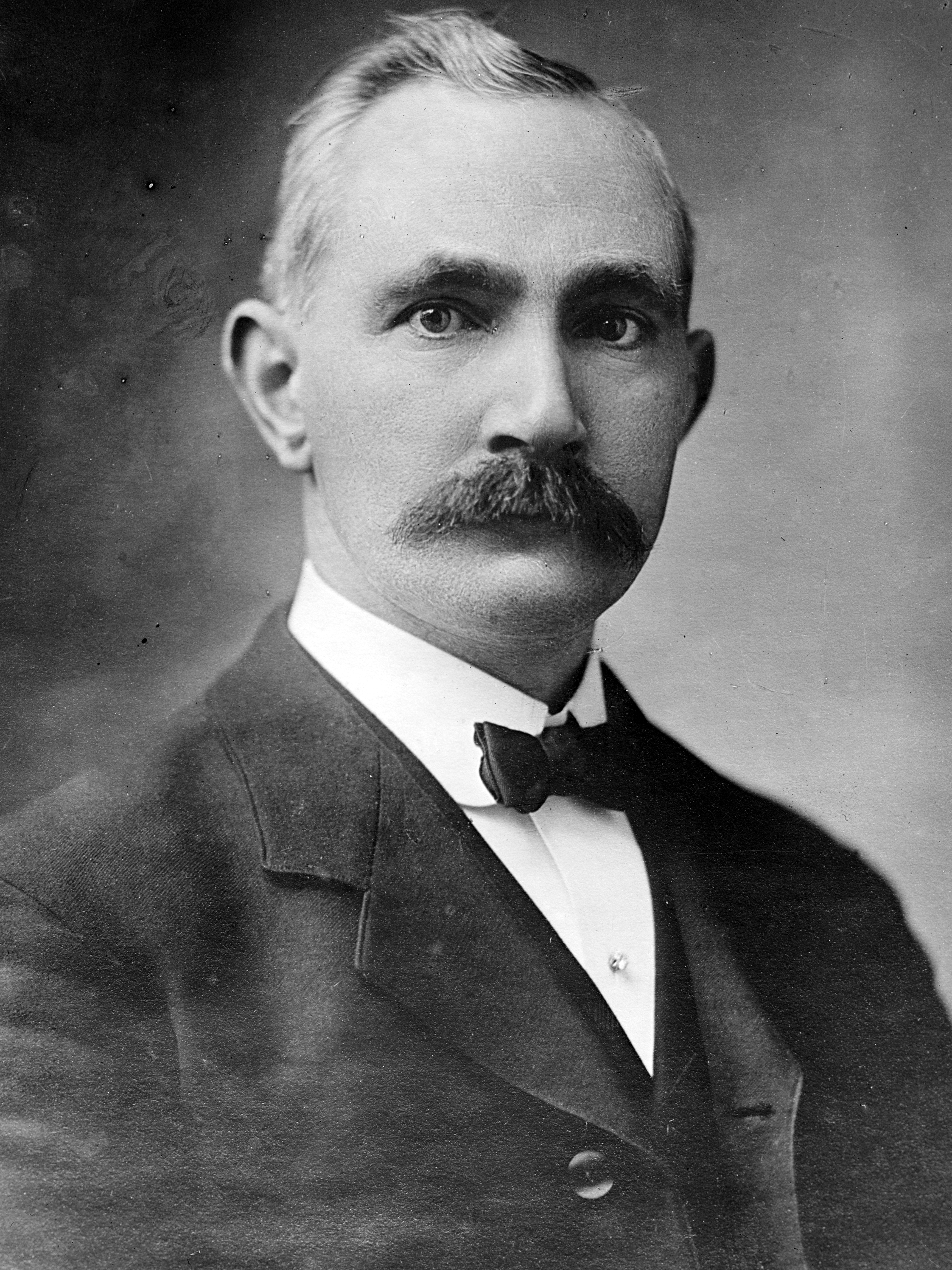
Joseph McLaughlin

Joseph McLaughlin (* 9. Juni 1867 im County Donegal, Irland; † 21. November 1926 in Philadelphia, Pennsylvania) war ein US-amerikanischer Politiker. Zwischen 1917 und 1919 sowie nochmals von 1921 bis 1923 vertrat er den Bundesstaat Pennsylvania im US-Repräsentantenhaus.

## Werdegang
Joseph McLaughlin wuchs in seiner irischen Heimat auf und kam im Jahr 1889 nach Philadelphia. Er arbeitete als Mechaniker bei der Firma Baldwin Locomotive Works. Dort brachte er es bis zum Abteilungsleiter. Außerdem war er in verschiedenen anderen Wirtschaftsbereichen tätig. Politisch wurde er Mitglied der Republikanischen Partei.
Bei den Kongresswahlen des Jahres 1916 wurde McLaughlin im damals staatsweiten 33. Wahlbezirk von Pennsylvania in das US-Repräsentantenhaus in Washington, D.C. gewählt, wo er am 4. März 1917 die Nachfolge von Daniel F. Lafean antrat. Da er im Jahr 1918 von seiner Partei nicht mehr zur Wiederwahl nominiert wurde, konnte er bis zum 3. März 1919 zunächst nur eine Legislaturperiode im Kongress absolvieren. Diese war von den Ereignissen des Ersten Weltkrieges geprägt.
Bei den Wahlen des Jahres 1920 wurde McLaughlin im erneut staatsweiten 33. Distrikt wieder in den Kongress gewählt, wo er am 4. März 1921 Mahlon Morris Garland ablöste. Bis zum 3. März 1923 konnte er damit eine weitere Amtszeit im US-Repräsentantenhaus verbringen. Im Jahr 1922 verzichtete er auf eine weitere Kandidatur. Nach seiner Zeit im Kongress zog sich Joseph McLaughlin in den Ruhestand zurück. Er starb am 21. November 1926 in Philadelphia.